# Hunan
Hunan este o provincie în  sudul China centrale. Este situată la sud de fluviul Yangtze se învecinează cu provinciile Guizhou și Hubei, Jiangxi și Guangdong cu municipalitatea Chongqing și cu regiunea autonomă Guangxi.

## Istorie
A făcut parte din regatul lui Chu în secolul al III-lea î.Hr., a trecut în stapânirea dinastiei Qin și a fost integrată Imperiului Chinez, în timpul  dinastiei Han (206 î.Hr. - 220). Împreună cu o parte din actuala Hubei, a fost provincie până spre mijlocul secolului al XVII-lea. În 1852 a fost invadată de rebelii Taiping, iar în 1934, Mao a pornit în Marșul cel Lung din Hunan. A fost scena unor violente confruntări în Războiul chino-japonez. A devenit parte a Chinei comuniste în 1949..

## Geografie
Hunan este, în mare parte, o regiune muntoasă. Aici se află Muntele Heng, unul dintre munții sacri din China.

## Orașe
- Changsha (长沙市)
- Zhuzhou (株洲市)
- Xiangtan (湘潭市)
- Hengyang (衡阳市)
- Shaoyang (邵阳市)
- Yueyang (岳阳市)
- Changde (常德市)
- Zhangjiajie (张家界市)
- Yiyang (益阳市)
- Chenzhou (郴州市)
- Yongzhou (永州市)
- Huaihua (怀化市)
- Loudi (娄底市)
- District autonom Xiangxi, Tujia și Miao (湘西土家族苗族自治州)

## Economie
Economia provinciei se bazează mai ales pe agricultură. Este una dintre zonele cu cea mai mare producție de orez din China. 